# Calathea hirta
Calathea hirta är en strimbladsväxtart som beskrevs av Pierfelice Ravenna. Calathea hirta ingår i släktet Calathea och familjen strimbladsväxter. Inga underarter finns listade.